# Öttömös
Öttömös é um município da Hungria, situado no condado de Csongrád-Csanád. Tem 30,91 km² de área e sua população em 2019 foi estimada em 698 habitantes.